# Dennis Kofi Agbenyadzi
Dennis Kofi Agbenyadzi SMA (* 9. Oktober 1964 in Kadjebi-Akan) ist ein ghanaischer Ordensgeistlicher und römisch-katholischer Bischof von Berbérati.

## Leben
Dennis Kofi Agbenyadzi trat der Ordensgemeinschaft der Gesellschaft der Afrikamissionen bei, legte am 29. Juni 1996 die Profess ab und empfing am 12. Juli 1997 die Priesterweihe.
Papst Benedikt XVI. ernannte ihn am 14. Mai 2012 zum Bischof von Berbérati. Der Kardinalpräfekt der Kongregation für die Evangelisierung der Völker, Fernando Filoni, spendete ihm am 28. Juli desselben Jahres die Bischofsweihe.